# Хагель, Карл
Карл Хагель (нем. Karl Hagel; 12 декабря 1847, Фогтштедт — 7 ноября 1931, Мюнхен) — немецкий дирижёр и композитор. Отец Рихарда Хагеля.
Учился в Зангерхаузене. С 1866 г. играл в оркестре в Эрфурте, одновременно изучая композицию под руководством городских музыкантов Давида Биллига и Фюрхтеготта Вайссенборна. С 1869 г. солист оркестра в Хильдесхайме. В 1872 г. возглавил оркестр и хоровое общество в Нордхаузене. В 1874—1877 гг., военный дирижёр. Затем обосновался в Бамберге, где в 1878—1905 гг. руководил городским оркестром и городской школой музыки. После выхода в 1905 г. на пенсию поселился в Мюнхене.
Автор четырёх симфоний, пяти струнных квартетов, квинтета и секстета, фортепианных трио, духовых ансамблей.